# Віктимізація
Віктимізація (лат. victima — жертва) — процес або кінцевий результат перетворення на жертву злочинного посягання. Віктимизацію вивчають у межах віктимології та кримінології.
У позитивістської віктимології прийнята теорія, згідно з якою потерпілі від злочинів володіють певними особливостями (властивостями особистості або особливостями поведінки), які сприяють заподіянню їм шкоди. У цій теоретичної моделі поняття віктимізації використовується для опису таких особливостей жертви. У більш пізніх віктимологічних теоріях віктимізація розглядається як процес, який починається в момент скоєння злочину. 
Також є інший підхід, який критикує попередню точку зору й позначається терміном «звинувачення жертви».  

## Процес віктимізації
Віктимізація — це складний процес, який може включати в себе кілька етапів. Перший з них — первинна віктимізація — включає в себе взаємодію між злочинцем і жертвою в процесі вчинення злочину, а також наслідки цієї взаємодії чи самого злочину. Другий етап — реакція жертви на злочин, у тому числі можливі зміни в самоприйнятті, а також формальні заходи, якими жертва може відреагувати на злочин. Третій етап — наступні взаємодії жертви з іншими людьми, у тому числі з представниками правоохоронних органів, до яких вона може звернутися. Якщо ця взаємодія теж має негативний ефект на жертву, її називають повторною віктимізацією.

### Повторна віктимізація
Повторна віктимізація — це додаткова віктимізація, що відбувається після первинної віктимізації. Повторній віктимізації жертви можуть піддаватися також з боку співробітників правоохоронних органів. Втрачаючи час і матеріальні ресурси на бюрократичні процедури, жертви часто піддаються ігноруванню з боку судових розпорядників та інших працівників судової системи, не отримують доступу до інформації про свою справу, наприклад, про перенесення судових засідань[джерело?]. В результаті їх дезорієнтація і відчай можуть призводити до апатії і відмови від участі в судочинстві[ненейтрально].